# Дженкинсон, Дэвид Стюарт
Дэ́вид Стю́арт Дже́нкинсон (англ. David Stewart Jenkinson; 25 февраля 1928, Лос-Анджелес, Калифорния, Соединённые Штаты Америки — 16 февраля 2011, Харпенден, Хартфордшир, Великобритания) — ирландский почвовед. Создатель метода количественного определения углерода в клетках живых микроорганизмов в почвах, т. н. микробной биомассе почвы (англ. soil microbial biomass). Разработчик одной из первых компьютерных моделей оборота органического углерода в почве (англ. soil organic carbon, SOC), известной как Ротамстедская углеродная модель, RothC. Его исследования адсорбции азота и фосфора из органических удобрений в почвах в значительной степени повлияли на политику Великобритании и Евросоюза в отношении загрязнения почвы нитратами.
Член Лондонского Королевского общества (1991), почетный член Американского (1995) и Британского общества почвоведов (2007).

## Биография

### Детство
Дэвид Стюарт Дженкинсон является старшим из трех сыновей бизнесмена Хью Маклафлина Дженкинсона и Изабель Фрэнсис. Ученый родился в Голливудском Госпитале в Лос-Анджелесе 25 февраля 1928 года. Его родители переехали в Калифорнию из Северной Ирландии из-за работы отца, связанной с инвестициями. В 1932 году, спустя год после рождения брата Дональда, в связи с биржевым крахом 1929 года семья была вынуждена вернуться в Северную Ирландию, где поселились на ферме между городами Арма́ и Портада́ун. Именно там Д.Дженкинсон впервые увлекся естествознанием, занялся выращиванием цветов и овощей.
С 1933 года он обучался в начальной школе Армстронга, расположенной неподалеку от семейной фермы. В 1940 году будущий ученый поступил в Королевскую школу Арма. Большой упор в этой школе делался на спорт и подготовку учеников к военной карьере. Хотя такой подход не соответствовал интересам юного Дженкинсона, позднее он отмечал высокое качество образования, полученного в средней школе.
В эти же годы Дженкинсон увлекся радиотехникой и электроникой. Вместе со своим братом Дональдом и при поддержке дяди-электроинженера они собирали различные устройства, что зачастую становилось причиной разногласий с родителями: для проверки собранных устройств дети использовали батарейки из радиоприемников, которые были необходимы в доме без электричества для прослушивания новостей с полей Второй Мировой войны. По словам ученого, это увлечение помогло ему в дальнейшей карьере при работе с масс-спектрометрами для изотопных исследований.
В возрасте 11 лет у него начались проблемы со здоровьем. Уровень медицины не позволил быстро справиться с болезнью, что впоследствии вылилось в хроническую астму и заметное искривление позвоночника.

### Университетские годы
Хорошая успеваемость в Королевской школе Арма позволила Д.Дженкинсону выиграть стипендию для изучения прикладной науки в Тринити-колледже, являющемся частью Дублинского университета. В 1946 году он приступил к 4-летнему изучению физики, химии и математики в рамках программы колледжа. В первое время он был не удовлетворен качеством образования, но вскоре должность профессора и заведующего кафедрой химии получил Уэсли Кокер. Профессор Кокер и другие новые сотрудники подняли на новый уровень качество преподавания, а также положили начало бурной научной деятельности в стенах Тринити-колледжа. Дженкинсон начал заниматься органической химией и в 1950 году получил степени бакалавра гуманитарных (англ. Bachelor of Arts, B.A.) и естественных наук (англ. Bachelor of Science, B.S.), закончив колледж с отличием.
В дальнейшем он продолжил работать в Тринити под руководством профессора Кокера. В этот период были опубликованы три первые статьи молодого ученого, одну из которых он назвал «довольно неплохой», а две других — «заурядными». Первая работа Дженкинсона была посвящена синтезу фенил-замещенного редуктона. Предполагалось, что введение фенильного фрагмента должно стабилизировать структуру неустойчивого соединения. Предположение оказалось неверным: соединение быстро окислялось на воздухе, что не позволило проводить дальнейшие исследования в этой области. Дальнейшая работа в Тринити-колледже была посвящена исследованию ароматизации замещенных тетрагидронафталинов.
В 1953 году во время спектакля в одном из театров Дублина Д.Дженкинсон познакомился с Мойрой О’Брайен, своей будущей женой.

### Начало карьеры в почвоведении
После получения степени доктора философии (лат. Philosophiæ Doctor, PhD) в 1954 году Дженкинсон переехал в Ньюкасл-апон-Тайн для стажировки в Hedley’s, компании-производителе мыла. Здесь он занимался разработкой новых детергентов. Несмотря на предложенное постоянное место в Hedley’s, ученый отказался от текущей работы в пользу должности ассистента лектора на кафедре агрохимии в университете Рединга, куда он был назначен в 1955 году Джозефом Тинсли, будущим профессором почвоведения в университете Абердина.
В исследованиях почвенных органических веществ Дженкинсону помогал опыт, полученный в Дублине, в том числе опыт в использовании спектроскопических методов, которые в то время становились доступными. Благодаря дружбе с Джоном Гулденом из Национального института исследований молочного животноводства, у ученого был доступ к инфракрасному спектрометру. В то же время Тинсли приобрел прибор для электрофореза, рассчитывая, что это поможет в определении структур, присутствующих в гуминовых кислотах. Однако, результаты электрофореза не были информативными: Дженкинсон заключил, что гуминовые вещества имеют сложную структуру, которую невозможно описать обычными химическими методами. В дальнейшем он объяснил это тем, что гуминовые вещества, производимые в почве под генетическим контролем микробов, проходят цепь случайных абиотических реакций. Это делает молекулы гуминовых веществ уникальными, и следовательно связать их с конкретными структурами невозможно. Основываясь на этом рассуждении, Д.Дженкинсон посчитал невозможным дальнейшее исследование почвенных органических веществ.
Более ценным оказался один из результатов инфракрасной спектроскопии. В то время существовала теория, выдвинутая выдающимся микробиологом и лауреатом Нобелевской премии по медицине Зельманом Ваксманом, что гуминовые вещества являются результатом реакции белков и лигнина в клеточных стенках. В сотрудничестве с Джоном Гулденом, Дженкинсон и Тинсли опровергли эту теорию, не найдя характеристических полос лигнина в инфракрасных спектрах образцов почвы. Также в широком ряду гуминовых веществ были обнаружены амидные полосы, что впервые указало на наличие в структурах пептидных связей.

### Ротамстед
Во время ежегодного мероприятия по ознакомлению студентов Редингского университета с «классическими» полевыми экспериментами Дженкинсон узнал об экспериментальной станции Ротамстед. Он познакомился с некоторыми сотрудниками исследовательского центра, в частности с Дж. М. Бремнером, которого часто называют отцом исследования азота в почве. Бремнер дал ученому два важных совета. Он порекомендовал вместо больших экспериментов сосредоточиться на точечных исследованиях, результаты которых будет проще интерпретировать из-за значительно меньшего объёма. Этот совет Дженкинсон впоследствии передавал и своим ученикам. А также Бремнер призвал его подать заявку, когда в Ротамстеде появилась вакансия. Он присоединился к персоналу в 1957 году.

## Научная деятельность

### Разложение меченных14C растительных тканей в почве
В самом начале своего пребывания в Ротамстеде Д.Дженкинсон исследовал превращения меченных 14C растительных тканей, поскольку они разлагались в почве микробами, и некоторые компоненты синтезировались в относительно стабильные формы почвенного органического вещества. Для этой цели ученый спроектировал и построил специальную камеру, которая, по сути, была большой коробкой из плексигласа, в которой хранились саженцы райграса в горшках. Через коробку пропускали воздух, содержащий меченный 14C углекислый газ, спустя время райграс собирали, сушили, измельчали и затем добавляли в почву для экспериментов по разложению.
В первоначальных экспериментах меченные 14C растительные ткани смешивали с почвами, различающимися по текстуре и pH, и помещали в небольшие лизиметры на открытом воздухе в полевых условиях. Несколько раз в течение первого года и реже в течение следующих 10 лет из лизиметров брали образцы почвы для анализа.
Выяснилось, что разложение можно было рассматривать как двухэтапный процесс: после шести месяцев в умеренных климатических условиях Ротамстеда лишь около трети первоначального количества меченого углерода все ещё присутствовало в почве, в последующие годы разложение происходило крайне медленно. Позже эксперимент был повторен во влажных тропических условиях в Нигерии с сотрудниками Международного института тропического сельского хозяйства, Ибадан, Нигерия. Разложение происходило в четыре раза быстрее, но тем же путем, что привело к выводу о фундаментальности данного процесса.

### Микробная биомасса почвы: разработка концепции и метод измерения
Незапланированным следствием изучения разложения растительных тканей в почве стала разработка первого метода измерения количества углерода, содержащегося в клетках живых организмов в почве или, в соответствии с введенным Дженкинсоном термином, микробной биомассе почвы. Из экспериментов с мечеными растительными тканями в почве стало ясно, что в общем количестве SOC присутствуют фракции, сильно различающиеся по степени маркировки. После ряда экспериментов с использованием традиционных подходов щелочного фракционирования ученый заключил, что фракция с наиболее высокой степенью маркировки — это почвенные организмы.
В 1966 году была опубликована одна из важнейших работ Дженкинсона. Используя меченые образцы почв из предыдущих экспериментов, он измерял количество выделяемого CO2 и степень маркировки почв 14C при инкубации в лаборатории в стандартных условиях (25 °C в течение 10 дней) после обработки различными веществами. Все испытанные методы обработки увеличили общее выделение CO2, но, что важно, некоторые из них значительно увеличили процент меченого углерода в выделенном CO2. Фумигация хлороформом или бромистым метилом (CH3Br) почти удвоила степень маркировки CO2 по сравнению с необработанной почвой примерно до 16 %. Впоследствии Дженкинсон сформулировал следующее выражение для оценки количества углерода (BC) в микробной биомассе почвы:
{\displaystyle B_{c}={\frac {F_{c}}{k_{c}}}}
Где:
FC — это разница между количеством CO2-C, выделяемого фумигированной почвой, и CO2-C, выделяемого из необработанной почвы за 10-дневный период, в стандартных условиях.
kC — это доля углерода, разложившаяся и выделившаяся в виде CO2 во время инкубации.
Данный метод с использованием углерода биомассы позже стал известен как метод хлороформной фумигации-инкубации (FI), названный так, чтобы отличить его от более позднего метода на основе фумигации с последующей экстракцией и получившего название метода фумигации-экстракции (FE).

### Аденозинтрифосфат (АТФ) и аденилатный энергетический заряд в почве
В 1976 Дженкинсон в течение 9 месяцев вел работу с доктором Мальколмом Оэдсом в Институте Уэйта в Австралии. Совместно они разработали метод измерения содержания АТФ в почве. Примерно в это время возрастал интерес к энергетическому состоянию микробных клеток в почве, а АТФ считается «энергетической валютой» клеток. Разработанный метод учитывал множество факторов, способных повлиять на измерение. Ключевым из них было действие аденозинтрифосфатазы: фермент расщепляет молекулы АТФ, что приводит к занижению результатов. В ходе этого исследования также была обнаружена тесная взаимосвязь между содержанием в почве АТФ и углерода микробной биомассы, измеренным с помощью FI или родственных методов. Это стало ещё одним доказательством корректности метода FI.
Продолжая эту линию исследований, Д.Дженкинсон с коллегами разработал метод измерения аденилатного энергетического заряда (англ. adenylate energy charge, AEC) в микробной биомассе почвы. AEC — это индекс, используемый для обозначения энергетического статуса клетки. В активно растущих клетках он стабилизируется между 0,8 и 0,95, но теоретически может варьироваться от 0 (все АМФ) до 1,0 (все АТФ). Дженкинсон и его коллеги обнаружили, что AEC почвы на удивление высока, в диапазоне 0,8-0,9, что привело к повышенному вниманию к этой теме.

### Модель круговорота почвенного органического углерода RothC и изменение климата
В середине 1970-х годов ученый начал моделировать динамику SOC в сотрудничестве с Джеймсом Рейнером, талантливым математиком, работающим в том же отделе в Ротамстеде. Они создали первую модель, из разработанных в этот период, которая стала известна как углеродная модель Ротамстеда (RothC). Эта модель постоянно дорабатывалась в течение многих лет, и потому остается актуальной в наши дни.
В 1996 году в Ротамстеде было проведено мероприятие по оценке углеродных моделей почвы, организованное Питом Смитом. Ряд моделей SOC был протестирован на их способность моделировать тенденции содержания углерода в почве в 12 долгосрочных экспериментах в почвах по всему миру. Модель RothC была одной из пяти, одинаково успешных в сопоставлении измеренных данных об общем содержании SOC. Впрочем Дженкинсон отмечал уникальную особенность RothC: смоделированные значения содержания углерода можно было сравнить с измеренными данными, что делало модель более достоверной.
RothC можно использовать двумя различными способами. Модель может быть использована в «прямом режиме» для прогнозирования изменений запаса углерода в почве в зависимости от известных факторов внешнего воздействия, таких как количество ежегодно поступающих в почву растительных отходов. А также в «обратном режиме» для расчета количества органических веществ, которые должны поступать в почву ежегодно для поддержания определённого запаса органического углерода. В любом случае результатом модели является количество CO2, выделяющегося из почвы, что представляет очевидный интерес для исследований, касающихся выбросов парниковых газов и изменения климата.
Дженкинсон был одним из первых в сообществе почвоведов, кто признал важность мировых почвенных запасов углерода в контексте изменения климата. Его статья в Nature в 1991 году впервые оценивала вклад разложения органического углерода почвы в изменение климата. Оценка была проведена благодаря инновационному использованию модели RothC и указывала на то, что дополнительный выброс CO2 из почвы, вероятно, будет значительным, но недостаточным для того, чтобы вызвать эффект потепления.
В 2010 году ученый опубликовал всеобъемлющий отчёт о факторах, влияющих на изменение климата, как природных, так и антропогенных. Название статьи типично для его практического подхода к сложной теме с множеством ответвлений: «Изменение климата: краткое введение для ученых и инженеров — или любого другого, кто имеет с этим дело».

### Превращения азота в сельскохозяйственных экосистемах и эффективность использования азотных удобрений
Хотя ранняя работа Дженкинсона в Ротамстеде была сосредоточена на относительно краткосрочных исследованиях, которые часто проводились в лабораторных условиях, он был осведомлен о долгосрочных экспериментах Ротамстеда. Самым ранним из них был начавшийся в 1843 году Бродболкский пшеничный эксперимент. Внимание ученого привлек тот факт, что на протяжении многих лет содержание углерода и азота в почве Бродболка практически не менялось. Наиболее удивительно было, что на «нулевом» участке, не удобряемом с 1843 года, но все ещё дававшем небольшой урожай пшеницы, содержание органического азота в почве не снижалось. Это означало, что азот в достаточных количествах поступал из независимых от человека источников, предположительно из азота, растворенного в дожде, и так называемого азота «сухого осаждения» из газов или твердых частиц.
В конце 1970-х годов Д.Дженкинсон с коллегами начал планировать новую крупную программу по использованию азота в сельском хозяйстве. Планировалось использовать удобрения с маркировкой 15N, чтобы было возможно отличить азот из удобрений от азота, присутствующего в органическом веществе почвы.
Первые полевые эксперименты с меченными 15N удобрениями были проведены на площадках Ротамстеда. Эксперименты показали, что азот, вносимый весной к озимой пшенице, часто используется довольно эффективно, в надземной части пшеницы сохранялось около 60-70 % внесенного 15N. Около 20 % сохранялось в почве в микробной биомассе, корнях сельскохозяйственных культур и других формах органического вещества. Таким образом, часто расходовалось более 80 % применяемого азота. Потери азота связывали с осадками, выпадавшими после внесения удобрений.
Наиболее важным в полевых экспериментов с 15N было то, что состояние меченого азота, оставшегося в почве в конце первого года, отслеживалось в течение нескольких последующих лет. Было обнаружено, что удерживаемый азот быстро иммобилизуется в органическом веществе почвы и лишь медленно реминерализуется. Из сохранившегося в почве азота лишь 6 % (или 1 % от общего внесенного количества) было поглощено урожаем в следующем году. Во второй год поглощение урожаем составляло в среднем около 2 % от остатка.
Позже на основе данных экспериментов Джо Смитом была разработана модель динамики азота в почвах, названная SUNDIAL (англ. Simulation of
Nitrogen Dynamics in Arable Land).

### Другие направления научной деятельности
Д.Дженкинсон был членом группы Королевского общества, которая подготовила влиятельный доклад «Азотный цикл в Соединенном Королевстве» в 1983 году. В 1995 году он был организатором дискуссионного совещания Королевского общества на тему «Обмен следовыми газами между землей и атмосферой». В течение многих лет он состоял в редколлегиях журналов Soil Biology & Biochemistry и Australian Journal of Soil Research, а также в Совете британского общества почвоведения и Комитете по сельскому хозяйству и окружающей среде общества химической промышленности.

## Семейная жизнь и личностные качества
16 марта 1958 года ученый женился на Мойре О’Брайен в ЗАГСе Сент-Олбанс. Они поселились в Харпендене, где воспитали четверых детей: близнецов Хью и Филиппа, родившихся 14 августа 1959 года; Мейв, родившуюся 3 марта 1964 года; и Роберта, родившийся 17 декабря 1967 года. Филип стал инженером-конструктором и эмигрировал в Австралию, Хью — инженером-строителем, Мэйв — профессиональным скрипачом, а Роберт — инженером-механиком. Дети произвели на свет множество внуков, к которым ученый относился с любовью.
У Дэвида Дженкинсона был очень широкий круг интересов от литературы и искусства до ирландской народной музыки и природы. Он был широко начитан и хорошо разбирался в огромном спектре предметов, среди которых история, политика и искусство, а также области науки, далеко выходящие за рамки его профессиональной сферы.
Ученый щедро уделял время и внимание своим коллегам, как долгосрочным сотрудникам, так и многочисленным приглашенным ученым и студентам со всего мира. Многие ученые обращались к нему за советом по планированию экспериментов или интерпретации результатов. Он обладал умением извлекать наиболее важные моменты из массы данных, часто начиная с составления таблицы или построения графика с помощью карандаша и бумаги.
Дэвид Дженкинсон был исключительным человеком, который внёс важный и продолжительный вклад в свою область науки и в более широкое научное развитие. Он вызывал любовь и восхищение своей семьи, друзей и научных коллег по всему миру. С супругой они жили вместе в одном доме в Харпендене до его смерти в 2011 году.

## Награды и почести
1991 — член Королевского общества
1993 — лауреат Национальной Аграрной Премии имени Массей Фергюсона
1995 — Почетный член Почвоведческого общества Америки
2003 — Высоко цитируемый исследователь по версии ISI
2008 — официальное открытие нового здания Rothamsted Research названного в его честь
2009 — Международная конференция «Органические вещества почвы», посвящённая достижениям Дэвида Дженкинсона и обзор текущего прогресса в предметных областях, для которых он заложил основы
2011 — специальный выпуск Европейского журнала почвоведения, опубликованный в его честь, основанный на материалах, представленных на конференции по органическим веществам почвы 2009 года